# Bökelången
Bökelången är en sjö i Karlshamns kommun i Blekinge och ingår i Bräkneåns huvudavrinningsområde. Sjön är 11,9 meter djup, har en yta på 0,243 kvadratkilometer och är belägen 40,2 meter över havet.

## Delavrinningsområde
Bökelången ingår i det delavrinningsområde (623412-145621) som SMHI kallar för Vid mätstation Bräkne-Hoby. Medelhöjden är 42 meter över havet och ytan är 13,73 kvadratkilometer. Räknas de 17 avrinningsområdena uppströms in blir den ackumulerade arean 431,68 kvadratkilometer. Avrinningsområdets utflöde Bräkneån mynnar i havet. Avrinningsområdet består mestadels av skog (51 procent), öppen mark (13 procent) och jordbruk (28 procent). Avrinningsområdet har 0,24 kvadratkilometer vattenytor vilket ger det en sjöprocent på 1,8 procent. Bebyggelsen i området täcker en yta av 0,33 kvadratkilometer eller 2 procent av avrinningsområdet.